# دانسية كبيرة الزهر
دانسية كبيرة الزهر (الاسم العلمي:Dansiea grandiflora) هو نوع نباتي يتبع جنس الدانسية من الفصيلة القمبريطية.